# Contea di Glenelg
La contea di Glenelg è una local government area che si trova nello Stato di Victoria. Si estende su una superficie di 6.213 chilometri quadrati e ha una popolazione di 19.575 abitanti. La sede del consiglio si trova a Portland.